# Кутузов (орден)
Орденът „Кутузов“ (на руски: Орден Кутузова) е военна награда на Съветския съюз и след това на Русия, носеща името на известния руски генерал-фелдмаршал Михаил Кутузов.
Учреден е на 29 юли 1942 г. по решение на върховния съвет на СССР и с него са награждавани старши офицери от Червената армия, за умелото отразяване на противникови атаки и успешни контранастъпления. След разпадането на Съветския съюз орденът остава сред най-високите военни награди, присъждани в Руската федерация.
Орденът Кутузов има 3 степени – 1-ва, 2-ра и 3-та. Генерал Иван Галанин, отличил се по време на битката при Сталинград, става първият носител на най-високата степен. По време на Великата Отечествена война от нея са връчени 669 броя, вкл. и на Тракторния завод в Челябинск за големия принос на работещите в него за победата над Нацистка Германия.
От втората степен на командири на корпус, дивизия или бригада са връчени 3325 ордена.
Третата степен е учредена на 8 февруари 1943 г. Връчвана е на командири на полк, началници на полкови щаб, командири на батальон и рота. От нея са връчени 3328 ордена.

## Разновидности
| Първа степен | Втора степен | Трета степен |
| ------------ | ------------ | ------------ |
|              |              |              |
| Лента        |              |              |
|              |              |              |